# Scoot McNairy

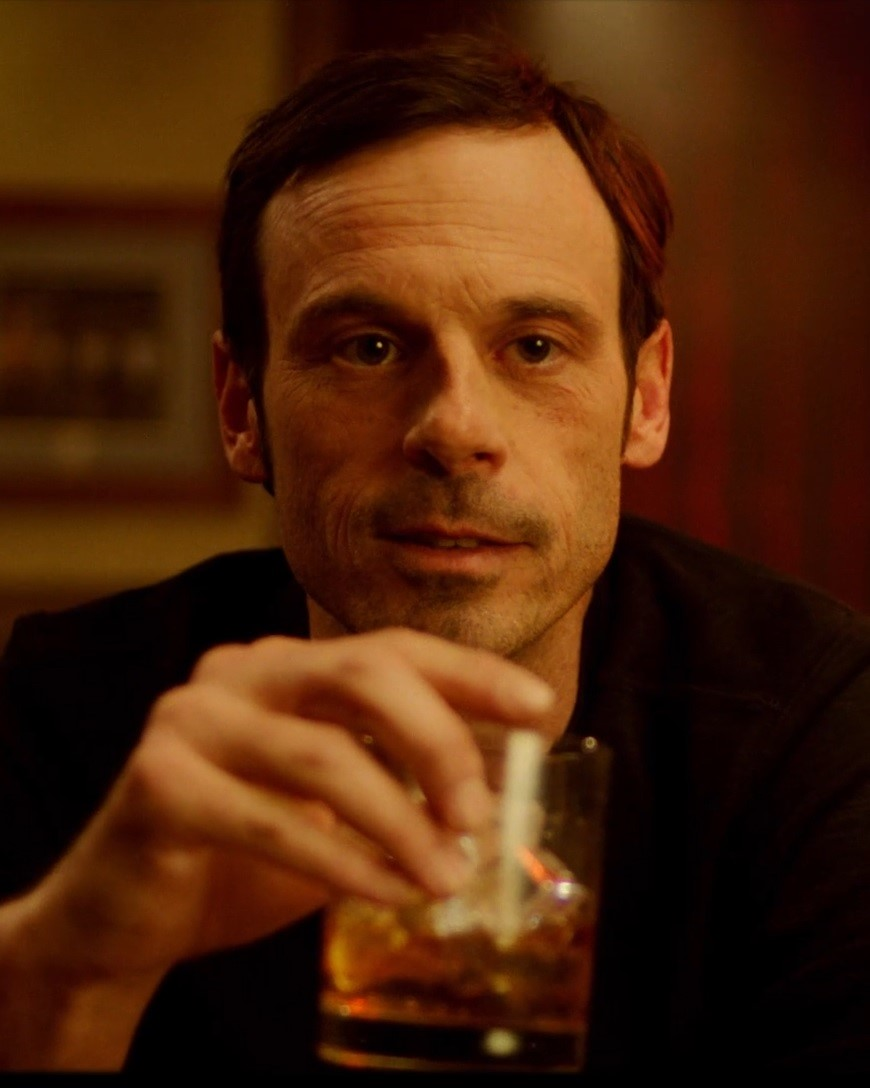
Scoot McNairy 2022 in einem Werbespot

John Marcus „Scoot“ McNairy (* 11. November 1977 in Dallas, Texas) ist ein US-amerikanischer Schauspieler.

## Leben und Karriere
McNairy ist seit 2001 als Schauspieler in Film und Fernsehen aktiv. Sein Schaffen umfasst mehr als 60 Produktionen. Für seine Rolle in Monsters war er 2010 für den British Independent Film Award nominiert.
McNairy war von Juli 2010 bis November 2019 mit seiner Schauspielkollegin aus Monsters Whitney Able verheiratet. Sie haben zwei Kinder.

## Filmografie (Auswahl)

### Als Schauspieler
- 2001: Wrong Numbers
- 2003: Wonderland
- 2003: Sexless
- 2004: Good Girls Don’t… (Fernsehserie, eine Episode)
- 2004: White Men in Seminole Flats
- 2004: Spy Girls – D.E.B.S. (D.E.B.S.)
- 2004: Plötzlich verliebt (Sleepover)
- 2005: Close to Home (Fernsehserie, eine Episode)
- 2005: Six Feet Under – Gestorben wird immer (Six Feet Under, Fernsehserie, eine Episode)
- 2005: Herbie Fully Loaded – Ein toller Käfer startet durch (Herby: Fully Loaded)
- 2006: Mr. Fix It
- 2006: The Shadow Effect
- 2006: Bobby
- 2006: Jake in Progress (Fernsehserie, 2 Episoden)
- 2006: Art School Confidential
- 2006: Marcus
- 2006: More, Patience (Fernsehfilm)
- 2007: How I Met Your Mother (Fernsehserie, eine Episode)
- 2007: Blind Man
- 2007: In Search of a Midnight Kiss
- 2007–2011: Bones – Die Knochenjägerin (Bones, Fernsehserie, 3 Episoden)
- 2008: Eleventh Hour – Einsatz in letzter Sekunde (Eleventh Hour, Fernsehserie, eine Episode)
- 2008: My Name Is Earl (Fernsehserie, eine Episode)
- 2008: The Shield – Gesetz der Gewalt (The Shield, Fernsehserie, eine Episode)
- 2008: Murder 101: New Age (Fernsehfilm)
- 2008: Wednesday Again
- 2009: Mr. Sadman
- 2009: CSI: Vegas (CSI: Crime Scene Investigation, Fernsehserie, eine Episode)
- 2009: The Resurrection of Officer Rollins
- 2009: Shipping and Receiving
- 2009: Cop Out (Kurzfilm)
- 2010: Monsters
- 2010: Wreckage
- 2010: Everything Will Happen Before You Die
- 2011: The Off Hours
- 2011: The Whole Truth (Fernsehserie, eine Episode)
- 2012: Killing Them Softly
- 2012: Argo
- 2012: Promised Land
- 2013: 12 Years a Slave
- 2013: Touchy Feely
- 2014: Frank
- 2014: Non-Stop
- 2014: Marvel One-Shot: Der Mandarin (Marvel One-Shot: All Hail the King, Kurzfilm)
- 2014: The Rover
- 2014: Gone Girl – Das perfekte Opfer (Gone Girl)
- 2014: Black Sea
- 2014–2017: Halt and Catch Fire (Fernsehserie, 40 Episoden)
- 2015: Lamb
- 2015: Die Wahlkämpferin (Our Brand Is Crisis)
- 2016: Batman v Superman: Dawn of Justice
- 2017: Sleepless – Eine tödliche Nacht (Sleepless)
- 2017: Vendetta – Alles was ihm blieb war Rache (Aftermath)
- 2017: Fargo (Fernsehserie, 2 Episoden)
- 2017: War Machine
- 2017: Godless (Miniserie, 7 Episoden)
- 2018–2021: Narcos: Mexico (Fernsehserie, 30 Episoden)
- 2019: True Detective (Fernsehserie, 7 Episoden)
- 2019: Once Upon a Time in Hollywood
- 2020: The Comey Rule (Miniserie, 2 Episoden)
- 2020: A Quiet Place 2 (A Quiet Place: Part II)
- 2022: Blond (Blonde)
- 2022: Ich. Bin. So. Glücklich. (Luckiest Girl Alive)
- 2022: Lyle – Mein Freund, das Krokodil (Lyle, Lyle, Crocodile)
- 2023: Fairyland
- 2023: The Line
- 2023: Blood for Dust
- 2023: The Mill
- 2024: Nightbitch
- 2024: Speak No Evil
- 2024: Like A Complete Unknown (A Complete Unknown)
- 2025: East of Wall

### Als Produzent
- 2007: In Search of a Midnight Kiss